# Viva (revista)
Revista Viva (anteriormente Clarín Revista)  es un suplemento dominical en castellano lanzado por el diario argentino Clarín el día 19 de junio de 1994 (30 años). En su primera portada tuvo como protagonistas al bailarín Julio Bocca y la modelo Valeria Mazza. Desde aquel lanzamiento y hasta abril de 2023 se publicaron 1.505 ejemplares en formato de revista. En el presente es parte del cuerpo del diario.

## Antecedentes
El 21 de agosto de 1960, Clarín lanzó la revista dominical Clarín Revista, dejó de publicarse el 12 de junio de 1994.

## Secciones
Desde el comienzo, la revista Viva se ha destacado por narrar los hechos más importantes de la Argentina y del mundo dentro de un formato novedosamente ágil y atractivo. Con la premisa de informar y entretener a sus lectores, la propuesta dominical del Diario Clarín recurre a las diversas áreas del campo periodístico para satisfacer los intereses de los mismos. De esta forma puede anticipar tendencias de la política y la economía, enseñar la historia y analizar nuestra sociedad, explorar la ciencia, la tecnología y la ecología, y acercar al común de la gente las eminencias del deporte, la cultura y  el espectáculo.
Sus páginas también ceden espacio a aspectos cotidianos y comerciales como la moda, con producciones fotográficas semanales y dos números especiales dedicados al invierno y al verano. Anteriormente contó con una columna semanal de Valeria Mazza con opiniones sobre la industria. Viva también promociona otros mercados, como el diseño y la decoración, los productos de belleza y tratamientos de salud, las opciones de bazar, los shows, muestras y eventos culturales. Viva cuenta además con un rincón dedicado exclusivamente a la cocina. Dicha sección tuvo de encargada la cocinera y escritora Blanca Cotta, periodista histórica del diario Clarín. También, en el pasado, publicaba recetas de la chef Narda Lepes. La revista edita especiales temáticos sobre vinos, relojes, fitness, cocina gourmet y medio ambiente. En 2021 publicó por primera vez números extras en los días martes.
En su interior la revista tuvo numerosas secciones sobresalientes por su originalidad, como Infografía, que le valió cuantiosos premios locales e internacionales; El Reportaje Atrevido, con entrevistas quincenales del gran periodista Jorge Guinzburg; El Diario Íntimo de Matías, la página de humor de Sendra, (hoy en la contratapa del Diario Clarín);  Domingo Siete (antes llamada Hola!, Dicho & Hecho, etc.), con bocadillos de actualidad; El Horóscopo, que presenta los signos del zodiaco, y que en sus comienzos eran revisados por la astróloga Sonia Larsen; Según pasan los años (después Lo que el tiempo se llevó) , en la cual, mediante cuatro fotos, se recorría la trayectoria de un personaje famoso; Palabras Mayores, una página que reproduce anécdotas infantiles, recopiladas por la licenciada Lidia Lerner;  Pensamiento, que sumaba la mirada experta para entender los conflictos del nuevo siglo; Bajo Fuego, con reportajes, sin concesiones, a personajes varios; y la Plaza de papel, una carilla semanal con juegos de ingenio para los lectores más pequeños. 
En toda su historia la revista Viva reprodujo notas de opinión a cargo de figuras relevantes del ámbito intelectual y profesional, que colaboraban de forma permanente o esporádica. Beatriz Sarlo, Rosa Montero, Paulo Coehlo, Vicente Battista, Fernando Savater, Martín Caparrós, Marcelo Birmajer y Tamara Di Tella, entre otros, escribieron para ella. En 2006 incluyó un consultorio sexual atendido por la sexóloga Alessandra Rampolla, y en 2014 una columna semanal del neurólogo Facundo Manes. En su etapa más reciente escribieron la periodista Magdalena Ruiz Guiñazú y el psicoanalista José Eduardo Abadi. Actualmente participan el periodista culinario Pietro Sorba, el historiador Felipe Pigna, el doctor Norberto Abdala y el especialista en tecnología Tomás Balmaceda. 
La parte de humor gráfico, al principio dividida en tres secciones dispersas, tuvo por encargados a un grupo de alto prestigio nacional: el escritor Roberto Fontanarrosa (con su creación Inodoro Pereyra, alternado con un chiste unitario), el dibujante Quino, y el artista Caloi. Durante un año la revista reprodujo chistes del ilustrador uruguayo Jordi Labanda. Entre 2010 y 2014 publicó la tira familiar Tiburcio, a cargo de Diego Greco y Alejo Valdearena (después se mudó a la desaparecida revista infantil Billiken). En la actualidad prestan su ingenio y gracia los dibujantes argentinos Bernardo Erlich y Darío Adanti, dos referentes del nuevo cómic argentino.

## Formato y contenidos
Desde su irrupción, la revista fue rediseñada en varias oportunidades, comenzando en 1998 y continuando en los años 2003,  2006,  2009,  2011 y en 2014. En abril de 2023 edita su último ejemplar como revista convencional para pasar a ser un suplemento más del diario Clarín.
Una característica sobresaliente de Viva es su versatilidad. La revista de Clarín presenta una diversidad temática bastante amplia. También es elogiada por sus portadas, con diseños llamativos y fotografías de alto impacto. En ellas desfilaron personajes locales como Ricardo Darín, Marcelo Tinelli, Gustavo Cerati, Mario Pergolini, Susana Giménez, Natalia Oreiro, Adrián Suar, Adolfo Bioy Casares y César Milstein. También figuraron extranjeros como Antonio Banderas, John Lennon, Kate Moss, Marilyn Monroe, Bill Gates, Hillary Clinton y Ray Bradbury, entre otros, además de exhibir distintas realidades, desde el abuso de drogas en la juventud hasta la difusión de las redes sociales. En sus primeros años, temas como las  familias ensambladas, el trasplante de órganos, la tenencia de armas o el VIH/SIDA, fueron tratados en sus portadas. También Viva puso la lupa sobre aquellos argentinos, en su mayoría jóvenes, que han triunfado en el exterior, como la bailarina Paloma Herrera, el actor Leonardo Sbaraglia o el jugador de fútbol Lionel Messi. La revista ha recordado desde su primera plana hechos históricos, como el nacimiento de Jorge Luis Borges o el alunizaje de 1969. Personas anónimas, protagonistas de historias mínimas y peculiares, han recibido su atención.
Con la llegada de Viva, en los años 1990, el Grupo Clarín instala un nuevo formato que tarde o temprano replicarían otras revistas dominicales de la región. Las gráficas de sus ejemplares, dentro del contexto en que se habían desarrollado (la primera parte de los '90), eran modernas y atractivas. La novedad de esta propuesta, con respecto a su antecesora, fue su apego con la realidad, evitando el golpe bajo y toda información trivial. En la primera etapa de la revista convivían armoniosamente tramas delicadas (producto del periodismo 'marginal' de esa década) con alegres reportajes a figuras muy queridas. Esta última resulta una característica que la revista Viva de hoy rescata de su pasado, a pesar de haber perdido ciertas virtudes con el paso del tiempo. Por su fisionomía, y el hecho de unificar periodismo de investigación con notas y reportajes a entidades del espectáculo y  el deporte, la publicación gana popularidad y se convierte en objeto de consulta y colección. Es así que a la revista Viva se la observa como un símbolo de la identidad argentina de la última década del siglo XX. En diciembre del año 1999, con la excusa de recibir el ansiado año 2000, lanza gratuitamente un álbum fotográfico titulado  Argentinos: Retratos de fin de milenio (ver "Especial..."). En aquel especial fotorreporteros y grandes escritores de Argentina colaboraron para intercalar retratos de personajes representativos y comunes del país (políticos, famosos, inmigrantes, marginados, intelectuales, etc.) con diez cartas destinadas a lectores del futuro. La icónica producción, que demandó más de un año, se transformó posteriormente en una muestra en el extranjero.